# Ramal Nogoyá-Victoria del Ferrocarril General Urquiza
El ramal Nogoyá-Victoria (U-10) de 48.8 km es un desactivado ramal de trocha 1.435 m del Ferrocarril General Urquiza en Argentina. Se halla íntegramente en la provincia de Entre Ríos, a través de los departamentos Nogoyá y Victoria. Contaba con un desvío al puerto de Victoria, en dónde empalmaba con vías portuarias pertenecientes al Ministerio de Obras y Servicios Públicos.

## Historia
Por ley provincial del 14 de junio de 1884 se dispuso:

Art. 1°. Autorízase al P.E. para contratar por cuenta de la Provincia dos nuevas líneas de ferrocarril, una desde la ciudad de Gualeguaychú y otra desde la de Victoria, yendo ambas á empalmar en la línea central en construcción.

Una nueva ley provincial el 7 de enero de 1887 autorizó al Poder Ejecutivo a contratar la construcción de ramales a Victoria, Gualeguay, Gualeguaychú y Villaguay.
El 21 de enero de 1890 fueron fijados por decreto los nombres de las estaciones intermedias:

Art. 1°. Asígnase a las Estaciones de los ramales del F. C. Central Entreriano (...) De Nogoyá á Victoria: á la 1a Gobernador Febre, á la 2a Gobernador Antelo.

El ramal de Nogoyá a Victoria fue recibido por el gobierno el 22 de mayo de 1890 y fue abierto al servicio por decreto del 26 de junio de 1890 por el Ferrocarril Central Entrerriano, llegando a Victoria el primer tren el 3 de noviembre.
En el 1892 pasó al Ferrocarril Entre Ríos de capitales británicos. El decreto de transferencia del 29 de enero de 1892 especifica sus estaciones y kilometrajes: comprendía desde la Estación Nogoyá las estaciones: Gobernador Febre (km 143), Gobernador Antelo (km 156), Victoria (km 176), siendo esta de 2ª categoría y las otras dos de 2°.
El 1 de marzo de 1948 el Estado nacional tomó formal posesión del Ferrocarril Entre Ríos y el 1 de enero de 1949 quedó integrado dentro del nuevo Ferrocarril Nacional General Urquiza creado ese día.
El ramal fue incluido para su cierre con prioridad 1 en el Plan Larkin, publicado en 3 tomos como Transportes argentinos: plan de largo alcance, que fue un estudio de racionalización y modernización de los medios de transporte de Argentina elaborado entre 1959 y 1962. 
Sus estaciones fueron cerradas el 15 de septiembre de 1977 por decreto n.º 2294/1977 del 5 de agosto de 1977 del gobierno militar.
El decreto n.º 532/1992 del 27 de marzo de 1992 convocó a las provincias a que antes del 30 de abril de 1992 -en que fueron cerrados definitivamente- ofrecieran interés en la concesión de varios ramales ya clausurados (algunos desde décadas anteriores), entre los cuales estaba el de Nogoyá a Victoria. Como no hubo interés, el ramal quedó en estado de total abandono.